# إيجل سولبرغ
إيجل سولبرغ (بالنرويجية البوكمول: Egil Solberg)‏ هو لاعب كرة قدم نرويجي في مركز مهاجم ‏، ولد في 18 أبريل 1949 في نيدره آيكر في النرويج. شارك مع منتخب النرويج تحت 21 سنة لكرة القدم ومنتخب النرويج لكرة القدم. أما مع النوادي، فقد لعب مع نادي ميوندالن.

## وصلات خارجية
- إيجل سولبرغ على موقع اتحاد النرويج (النرويجية)
- إيجل سولبرغ على موقع قاعدة بيانات كرة القدم.إي يو (الإنجليزية)
- إيجل سولبرغ على موقع ناشيونال فوتبول تيمز (الإنجليزية)
- إيجل سولبرغ على موقع عالم كرة القدم.نت (الإنجليزية)